# سرگئی رودیونوف
سرگئی رودیونوف (روسی: Серге́й Юрьевич Родионов؛ زادهٔ ۳ سپتامبر ۱۹۶۲) بازیکن سابق و مربی فوتبال اهل روسیه است.
از باشگاه‌هایی که در آن بازی کرده‌است می‌توان به باشگاه فوتبال اسپارتاک مسکو و باشگاه فوتبال ستاره سرخ اشاره کرد.
وی همچنین در تیم ملی فوتبال شوروی بازی کرده‌است.